# 卡斯泰尔莫拉
卡斯泰尔莫拉（義大利語：Castelmola），是意大利西西里大区墨西拿廣域市的一个市镇。总面积16平方公里，人口1082人，人口密度67.6人/平方公里（2009年）。ISTAT代码为083015。